# ترافيس نورتن
ترافيس نورتن (بالإنجليزية: Travis Norton)‏ هو لاعب دوري الرغبي أسترالي، ولد في 12 أبريل 1976 في Redcliffe, Queensland ‏ في أستراليا.